# 에밀리아노 비비아노
에밀리아노 비비아노(이탈리아어: Emiliano Viviano, 1985년 12월 1일, 이탈리아 피렌체 ~ )는 이탈리아의 전 축구 선수이다. 이탈리아 축구 국가대표팀에서도 뛴 경험이 있으며 삼프도리아 시절 골키퍼로서는 특이하게 등번호 2번을 달았다.

## 수상 경력
아스널
- FA컵: 2013–14